# Вольфершвенда
Вольфершвенда (нем. Wolferschwenda) — община в Германии, в земле Тюрингия. 
Входит в состав района Кифхойзер.  Население составляет 142 человека (на 31 декабря 2010 года). Занимает площадь 4,25 км².